# Lihou
Lihou (em inglês: /ˈliːuː/) é uma pequena ilha localizada junto à costa oeste da ilha de Guernsey, no Canal da Mancha, entre o Reino Unido e a França. Administrativamente, Lihou faz parte da Paróquia de St. Peter no Bailiado de Guernsey, e agora é propriedade do Parlamento de Guernsey (conhecido oficialmente como States of Guernsey), embora tenha tido vários proprietários ao longo de sua história. Desde 2006, a ilha tem sido administrada em conjunto pela Guernsey Environment Department e o Lihou Charitable Trust. No passado a ilha foi utilizada pelos locais para a coleta de moliço para uso como fertilizante, mas na atualidade a ilha cumpre uma função turística, incluindo excursões escolares. Lihou é um importante centro de conservação, fazendo parte de uma área protegida pela Convenção sobre as Zonas Húmidas de Importância Internacional para a preservação de pássaros raros e plantas, assim como as ruínas históricas de um priorado e da sede de uma fazenda.

## Etimologia
Em comum com várias ilhas próximas como Jethou e Brecqhou, o nome contém o sufixo normando "-hou" que designa um pequeno morro ou monte. O nome pode ter se desenvolvido a partir das palavras bretãs lydd ou ligg, que significam "dentro ou próximo da água". Historicamente, houve também várias formas alternativas do nome, dentre elas Lihoumel, atestada no século XII,:310:61 e Lehowe, mencionada no século XVI.
Lihou é também um sobrenome comum em Guernsey, com registros informando que o nome tem estado em uso ao menos desde século XVIII, incluindo o capitão da Marinha Real Britânica  John Lihou, que descobriu e nomeou a Ilha de Port Lihou e o Coral de Lihou na costa australiana. O nome também é atestado em outros países, tais como a Austrália, como no caso do sargento James Lihou, filho de um migrante oriundo de Guernsey, alistado nas forças australianas em 1916 e morto em combate na França em 1918. Há também vários exemplos de pessoas com o sobrenome que migraram das Ilhas do Canal para os Estados Unidos.

## Geografia e clima
Lihou é a ilha mais a oeste das Ilhas do Canal e durante a maré baixa fica ligada ao promontório de L'Erée, em Guernsey, por um caminho de pedra com 400 m de extensão. Praias com calhaus à parte, a ilha tem uma crista de mais ou menos 20 m na direção norte-sul.:5 Lihou é composta principalmente por rocha erodida abaixo da qual se encontra granito e gnaisse. A ilha tem clima oceânico ameno como as outras ilhas do Canal, em função de estarem protegidas pelas costas francesa e inglesa. Por sua posição, Lihou compartilha as características climáticas de Guernsey, com as temperaturas durante o inverno caindo a 4,4 °C em fevereiro e com verões com máximas de 19,5 °C em agosto.

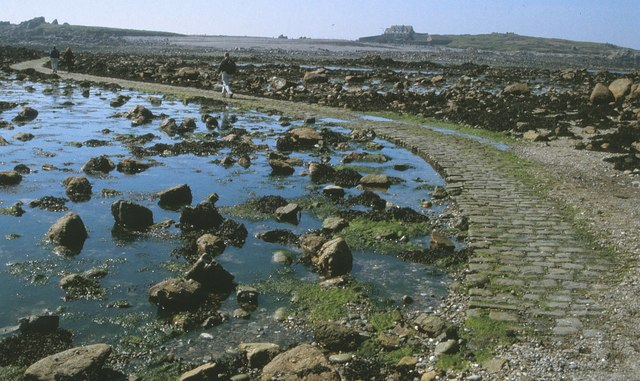
O caminho de Lihou durante a maré baixa.

Duas pequenas ilhotas, próximas da ilha Lihou, intituladas Lissroy e Lihoumel, são lugares de procriação de várias espécies ameaçadas de pássaros, incluindo o ostraceiro-europeu e o borrelho-grande-de-coleira.:7:2 Várias outras espécies de aves e plantas são encontradas em Lihou, tais como o falcão-peregrinos e as flores das espécies de Erodium. O departamento de Meio Ambiente de Guernsey não permite o acesso de visitantes às ilhotas e ao banco pedregoso em certas épocas do ano, de modo a garantir a reprodução das avas.:3 A aproximadamente 800 m ao norte da ilha está um ressalto submerso conhecido como Grand Etacre, que era considerado um perigo à navegação no século XIX.
A ilha de Lihou foi identificada como importante sítio de conservação da natureza em 1989, e como parte de uma área importante de reprodução de aves, que também inclui partes da costa da ilha de Guernsey.:2 Em 1 de março de 2016, Lihou e o promontório de L'Erée foram designados parte da primeira área protegida pela Convenção sobre as Zonas Húmidas de Importância Internacional, cobrindo uma área de 427 hectares em terra e no mar.:2 Isto criou uma reserva marinha para a grande variedade de vida selvagem, incluindo mais de 200 espécies de algas marinhas na costa de  Lihou, e mais de 150 espécies de aves observadas na área. A geologia de Lihou é complexa, estando muito associada à da vizinha Guernsey.

## História

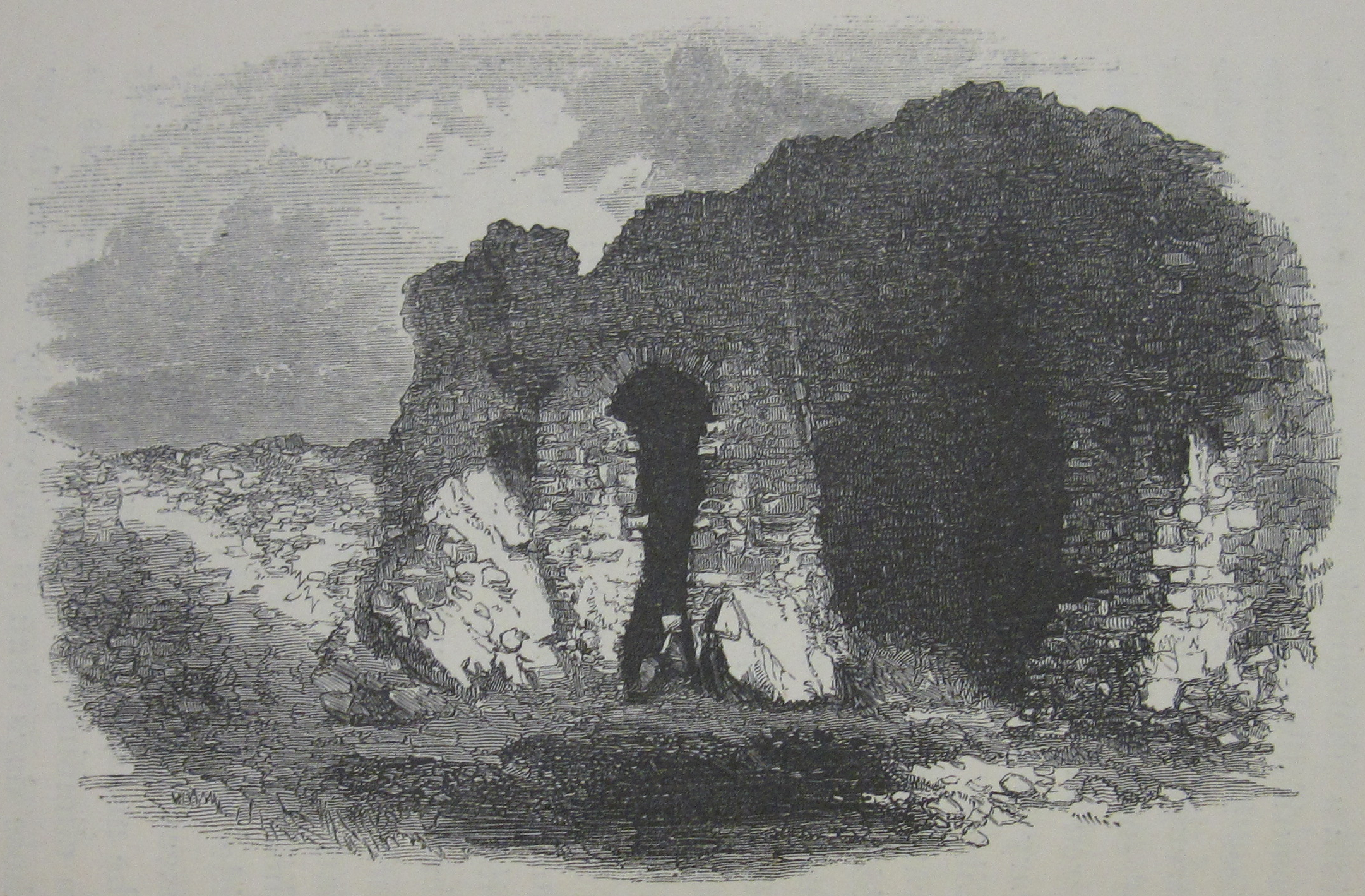
Ilustração, datada do século XIX, das ruínas do priorado.

A história de Lihou está totalmente ligada à história de Guernsey em particular e à história das Ilhas do Canal em geral. As evidências mais antigas de habitação datam do Mesolítico: objetos recuperados de escavações arqueológicas na década de 1990, junto com tumbas datadas do Neolítico nas proximidades em Guernsey. A história registrada de Lihou começou no ano de 933 d.C., quando as ilhas do Canal foram tomadas da Bretanha pelo governante da Normandia. Acreditava-se tradicionalmente que Lihou e as tumbas neolíticas próximas fossem pontos de encontro para as bruxas locais, e fadas. Isto levou a conflitos com as autoridades, especialmente quando um priorado foi estabelecido em Lihou, dedicado a Santa Maria (conhecido localmente como Nossa Senhora de Lihou).:137 Várias datas foram sugeridas como do estabelecimento do priorado, com estimativas indo de 1114,:321:68 a 1156.:38 Registros sugerem que o priorado tenha sido um arriére-fief da abadia beneditina de Monte Saint-Michel, sob cuja autoridade operava.:60 A propriedade da ilha foi concedida à abadia por Roberto I, Duque da Normandia, na primeira metade do século XI.:492 Acredita-se que o priorado tenha sido construído com contribuições dos moradores da ilha, que possivelmente tinham boas condições financeiras à época.:68

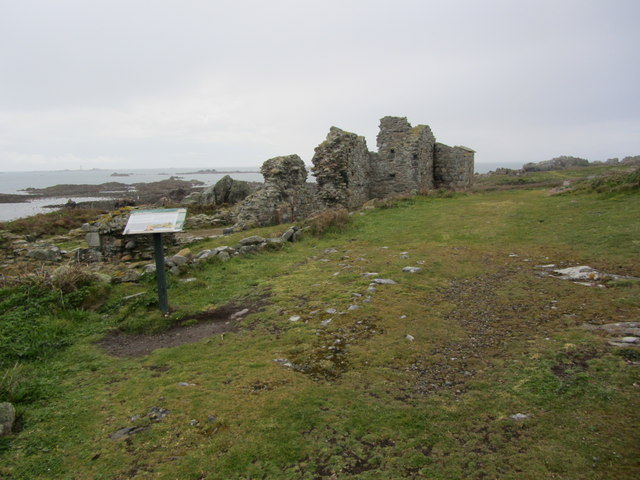
As ruínas do Priorado de Santa Maria.

No início do século XIV, Lihou pode ter se tornado a origem de uma lenda local sobre um meirinho rico de Guernsey que tentou executar um camponês inocente sob falsas acusações de roubo de tigelas de prata. EmIn either 1302 ou 1304,:217 um servidor do priorado, chamado Thomas le Roer, foi acusado de ter assassinado um dos monges. O meirinho e vários assistentes tentaram prender Le Roer mas ele não se rendeu e foi morto por Ranulph Gautier, um dos assistentes do meirinho. Gautier tentou encontrar refúgio numa igreja próxima e eventualmente fugiu para a Inglaterra, antes de retornar a Guernsey quando o rei o perdoou. No entanto, alguns anos depois Gautier foi torturado até a morte no Castelo de Cornet, embora não se saiba a razão.
O priorado foi confiscado em 1414 pelo rei Henrique V de Inglaterra junto com outros priorados não ingleses. nos primeiros três séculos, houve vários priores indicados, às vezes por períodos curtos, mas em 1500 Ralph Leonard foi indicado como prior vitalício. Entretanto, dentro de décadas o priorado foi abandonado, com evidências de que Thomas de Baugy tenha sido o último prior por volta de 1560. Há também evidências de que em seguida o priorado tenha sido alocado para John After em 1566, também indicado como deão de Guernsey.

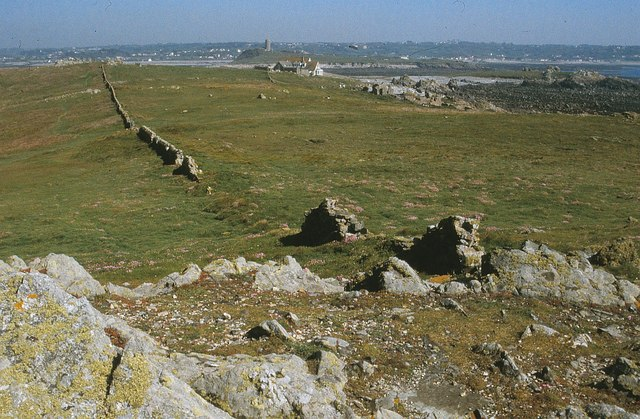
Os resquícios dos muros em Lihou.

Em 1759, o governado de Guernsey, John West, 1º Conde De La Warr, mandou demolir o priorado para impedir que as forças francesas o tomassem durante a Guerra dos Sete Anos. No início do século XIX, uma sede de fazenda foi construída em Lihou, e a ilha foi indicada como propriedade de Eleazar le Marchant, que exercia a função de meirinho-tenente de Guernsey.:322 Eleazar fez uma tentativa malsucedida em 1815 de suprimir a indústria de moliço baseada em torno de Lihou.:189 Num livro publicado no mesmo ano, William Berry notou a presença de "uma gancho de ferro de uma dobradiça de portão" em algumas rochas, aproximadamente a três milhas náuticas 5,5 km de Lihou, junto com resquícios de antigos caminhos e supôs que Lihou fosse consideravelmente maior no passado, mas que o mar tenha erodido porção considerável da ilha.:134–135 Durante o restante do século XIX e o início do século XX, a ilha mudou de mãos várias vezes, através de uma sucessão de proprietários, tais como James Priaulx em 1863, Arthur Clayfield em 1883 e o coronel Hubert de Lancey Walters em 1906.
Durante a Segunda Guerra Mundial, as Ilhas do Canal foram ocupadas pelos alemãs de 1940 a 1945, e Lihou foi usada como lugar de exercício de tiro pela artilharia alemã, fazendo com que sede da fazenda entrasse completamente em colapso. Em meados de 1952, as ruínas do priorado foram estudadas por John e Jean le Patourel.:127 Em 1961, o tenente-coronel Patrick Wootton adquiriu Lihou. Wootton tinha planos de desenvolver a ilha: no ano seguinte começou a limpar a área da antiga sede de fazenda, de modo a substituí-la por uma nova sede, com trabalhos se estendendo até 1963. Ele organizou acampamentos de verão para jovens na ilha e importou ovinos das Ilhas Orkney que podiam consumir o moliço.:172 Em 1983 Wootton decidiu emigrar para a Ilha do Príncipe Eduardo no Canadá e vendeu a ilha para Robin e Patricia Borwick.:219 Em 1995, a ilha foi comprada pelo Parlamento de Guernsey. As ruínas do priorado são possivelmente o mais importante resquício religioso em Guernsey. Houve vários estudos e escavações nas ruínas, inclusive pesquisas arqueológicas em 1996, and in 1998, when several twelfth-fourteenth century graves were unearthed.

## Economia

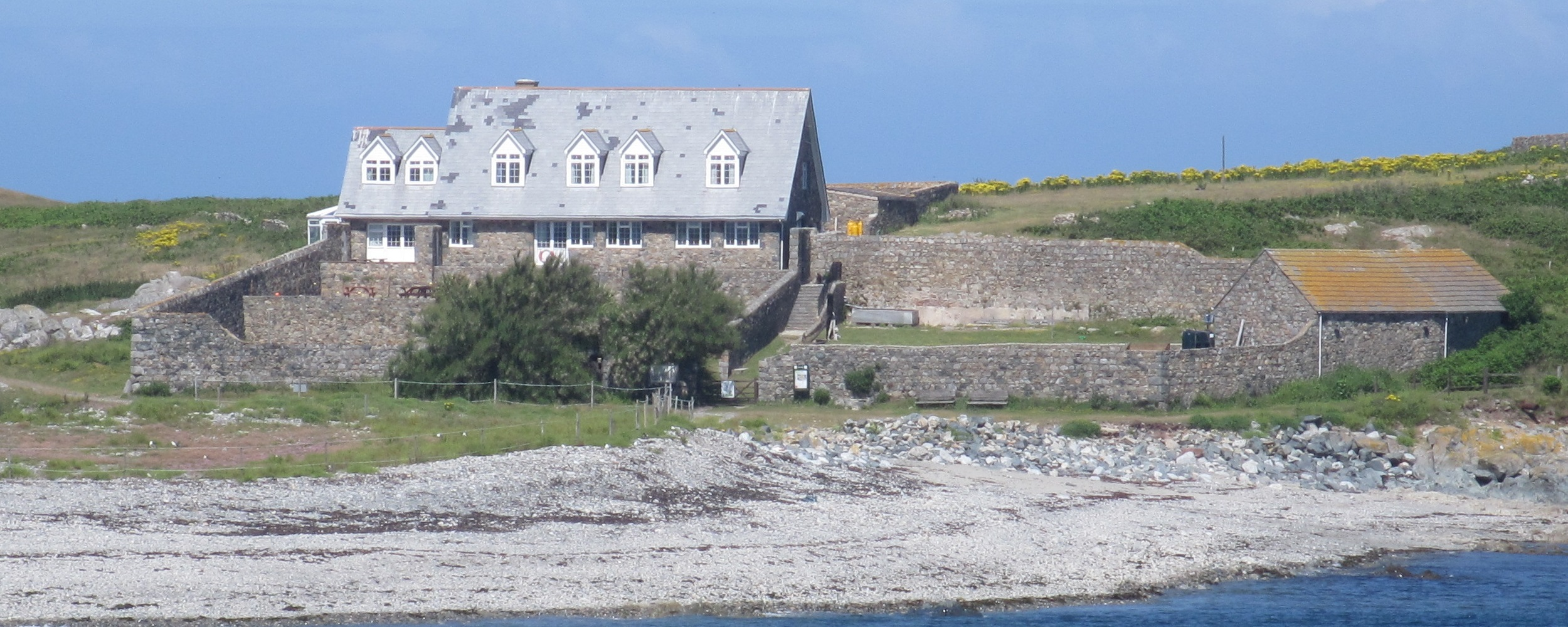
A sede de fazenda em Lihou.

Historicamente, Lihou tinha uma importante indústria na coleta de moliço (ou vraic na língua local, o Guernésiais). Registros sugerem atividade considerável desde o início do século XIX.:492 O valor do moliço como fertilizante era tão grande que em 1815 Eleazor Le Marchant, meirinho-tenente de Guernsey e proprietário de Lihou, deu início a um processo legal (court case) para impedir que os moradores secassem o moliço nas praias de Lihou. O caso eventualmente levou a novas regulações, instituídas em 1818 pelo poder legislativo do Bailiado de Guernsey, denominados Chief Pleas à época, baseados numa revisão de antigos decretos régios.:189 No entanto, o Tribunal Real de Guernsey julgou em favor dos moradores em 1821, com o efeito de que a permissão de coleta de moliço em Lihou estendida aos habitantes das paróquias de St. Peters e St. Saviours. Mais de um século mais tarde, em 1927, uma fábrica foi estabelecida para produzir iodo a partir do moliço.
O esteio econômico da ilha na atualidade é o ecoturismo, baseado em torno da antiga sede de fazenda, agora administrada pelo Lihou Charitable Trust, ainda que a responsabilidade geral pela ilha caiba ao Departamento de Meio Ambiente de Guernsey. Lihou e várias outras pequenas Ilhas do Canal, tais como Herm e Sark, emitiram seus próprios selos até 1969, quando o Parlamento de Guernsey assumiu a responsabilidade pelos serviços postais no Bailiado, anteriormente providos pelo governo do Reino Unido.:158